# El Zopilote, Guerrero
El Zopilote är en ort i Mexiko.   Den ligger i kommunen Coahuayutla de José María Izazaga och delstaten Guerrero, i den södra delen av landet, 300 km väster om huvudstaden Mexico City. El Zopilote ligger 321 meter över havet och antalet invånare är 256.
Terrängen runt El Zopilote är huvudsakligen kuperad. El Zopilote ligger nere i en dal. Runt El Zopilote är det mycket glesbefolkat, med 6 invånare per kvadratkilometer. Närmaste större samhälle är Coahuayutla de Guerrero, 5,2 km söder om El Zopilote. I omgivningarna runt El Zopilote växer huvudsakligen savannskog.